# جیمز مک‌مورتی
جیمز مک‌مورتی (انگلیسی: James McMurtry؛ زادهٔ ۱۸ مارس ۱۹۶۲) یک موسیقی‌دان اهل ایالات متحده آمریکا است. وی از سال ۱۹۸۹ میلادی تاکنون مشغول فعالیت بوده‌است.